# Râul Zalău
Râul Zalău este un curs de apă, afluent al râului Crasna, care este un afluent al râului Tisa.

## Hărți
- Harta Județului Sălaj  Arhivat în 30 septembrie 2013, la Wayback Machine.